# Lithops optica
Lithops optica — вид сукулентних квіткових рослин роду літопс (Lithops) родини аїзових (Aizoaceae).

## Поширення
Ендемік Намібії. Трапляється в прибережних районах навколо Людерица на південному заході країни. Це дуже посушлива зона з рідкісними холодними зимовими опадами. Росте на піщаному ґрунті у кам'янистих районах.